# Batardeau
Batardeau er en dæmning over en voldgrav.
Batardeauerne skulle opdæmme vandet i vestvoldens voldgrav, da det løber ind i graven fra Furesøen og ud i Køge Bugt, som ligger mange meter lavere. Under 1. verdenskrig blev batardeauerne spundet ind i pigtråd som endnu en hindring for fjenden (som aldrig kom).
| Byggeri og bygningsdele | Spire Denne artikel om byggeri og bygningsdele er en spire som bør udbygges. Du er velkommen til at hjælpe Wikipedia ved at udvide den. |